# Адзуми-но Исора
Адзуми-но Исора (яп. 阿曇磯良) — в синтоизме ками моря. Он считается предком народа адзуми. Ему поклоняются в ряде святилищ, в том числе храме Мэкари (яп. 和布刈神社) в городе Китакюсю и храме Сига (яп. 志賀神社) в Цусиме. Согласно Хатиман гудокин[уточнить], во время военного похода императрицы Дзингу в Корею против государства Силла в эпоху трёх корейских государств проводником по морю был избран Адзуми-но Исора, обитавший на морском дне у побережья провинции Хитати (нынешняя префектура Ибараки). Чтобы выманить его с дна морского, приближенные государыни исполнили священные танцы кагура (яп. 神楽 «увеселение божеств»). Исора был впечатлён, поскольку подобные «увеселения» впервые были совершены божествами с целью вызволить скрывшуюся в пещере богиню Аматэрасу, и дал свое согласие.